# Ardouval
Ardouval ist eine nordfranzösische Gemeinde mit 154 Einwohnern (Stand 1. Januar 2022) im Département Seine-Maritime in der Region Normandie. Sie gehört zum Arrondissement Dieppe und zum Kanton Neufchâtel-en-Bray. Die Einwohner werden Ardouvalais und Ardouvalaises genannt.

## Geographie
Ardouval liegt im Zentrum des Départements, etwa 26 Kilometer südöstlich von Dieppe im Pays de Bray. Umgeben wird Ardouval von den Nachbargemeinden Les Grandes-Ventes im Nordwesten, Mesnil-Follemprise im Nordosten, Pommeréval im Osten, Ventes-Saint-Rémy und Rosay  im Süden sowie Bellencombre im Südwesten.

## Bevölkerungsentwicklung
| Jahr      | 1962 | 1968 | 1975 | 1982 | 1990 | 1999 | 2007 | 2014 |
| Einwohner | 238  | 212  | 206  | 200  | 139  | 136  | 169  | 167  |

## Sehenswürdigkeiten
- Die Pfarrkirche Sainte-Marguerite wurde einst von Mönchen des Klosterd Bonport gegründet. 1732 brannte sie nieder, wurde aber sofort wieder aufgebaut. Die Sakristei datiert aus dem 19. Jahrhundert.
- Das Wohngebäude des Herrenhauses im Weiler Les Essarts d’Ardouval stammt aus dem 17. Jahrhundert, im 19. Jahrhundert umgestaltet.
- Am südlichen Gemeindegebiet befand sich eine Basis der Wehrmacht zum Abschuss von V1-Raketen.

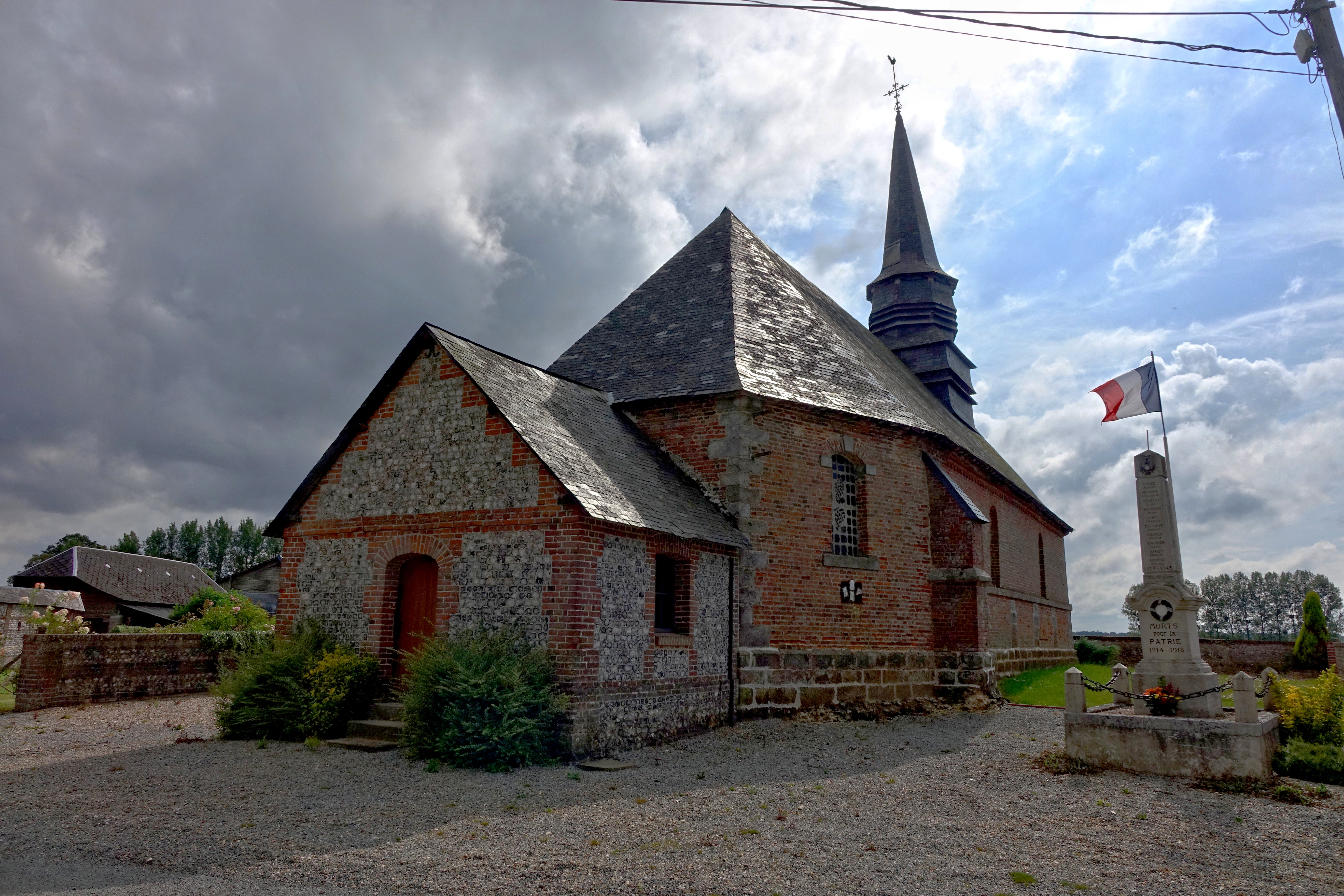
Pfarrkirche Sainte-Marguerite
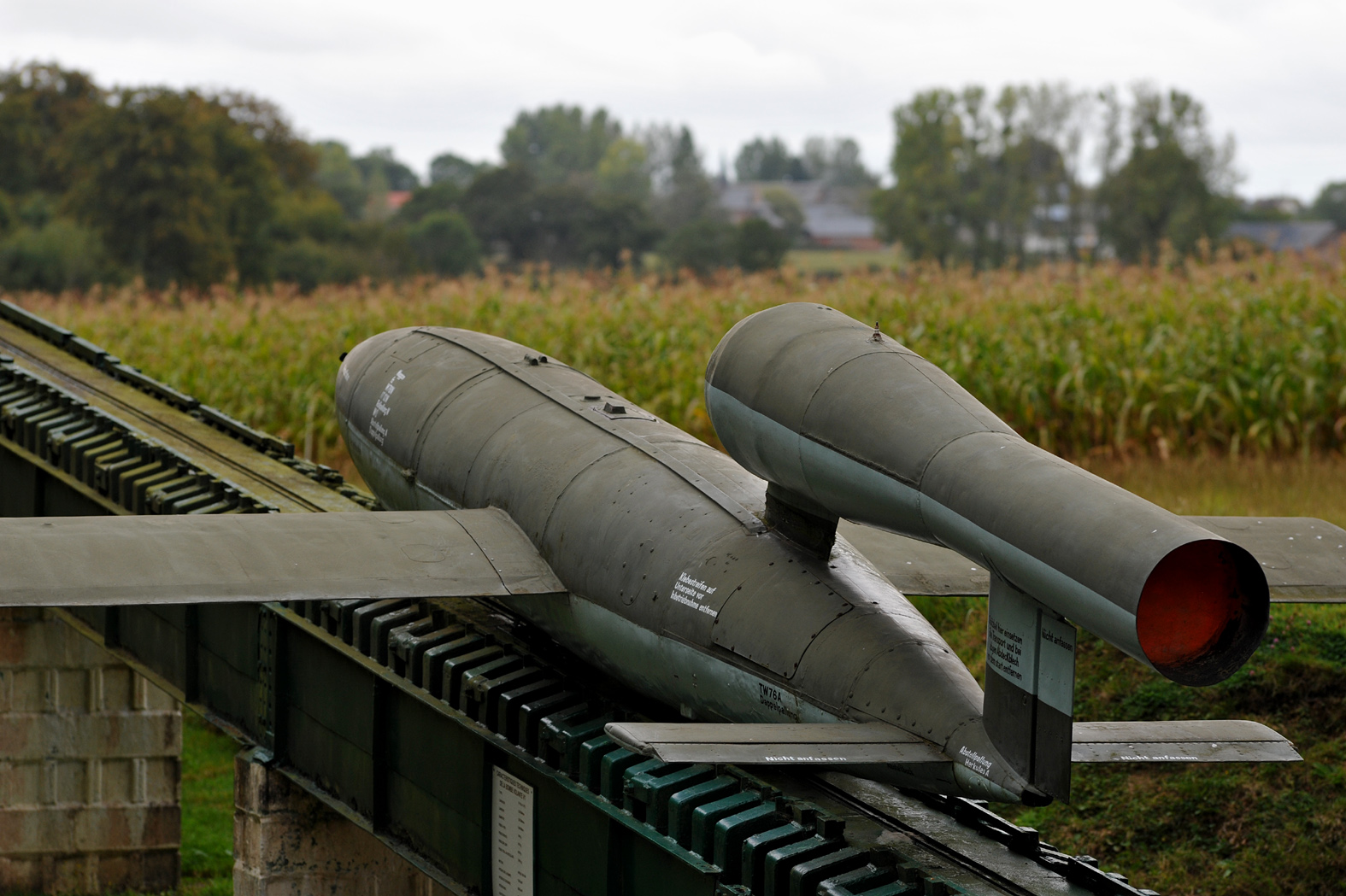
V1-Replika auf einem rekonstruierten aber originalen Rampentorso

## Gemeindepartnerschaft
Seit 1994 besteht eine Jumelage mit Osterwieck in Sachsen-Anhalt.